# موزه پالماخ

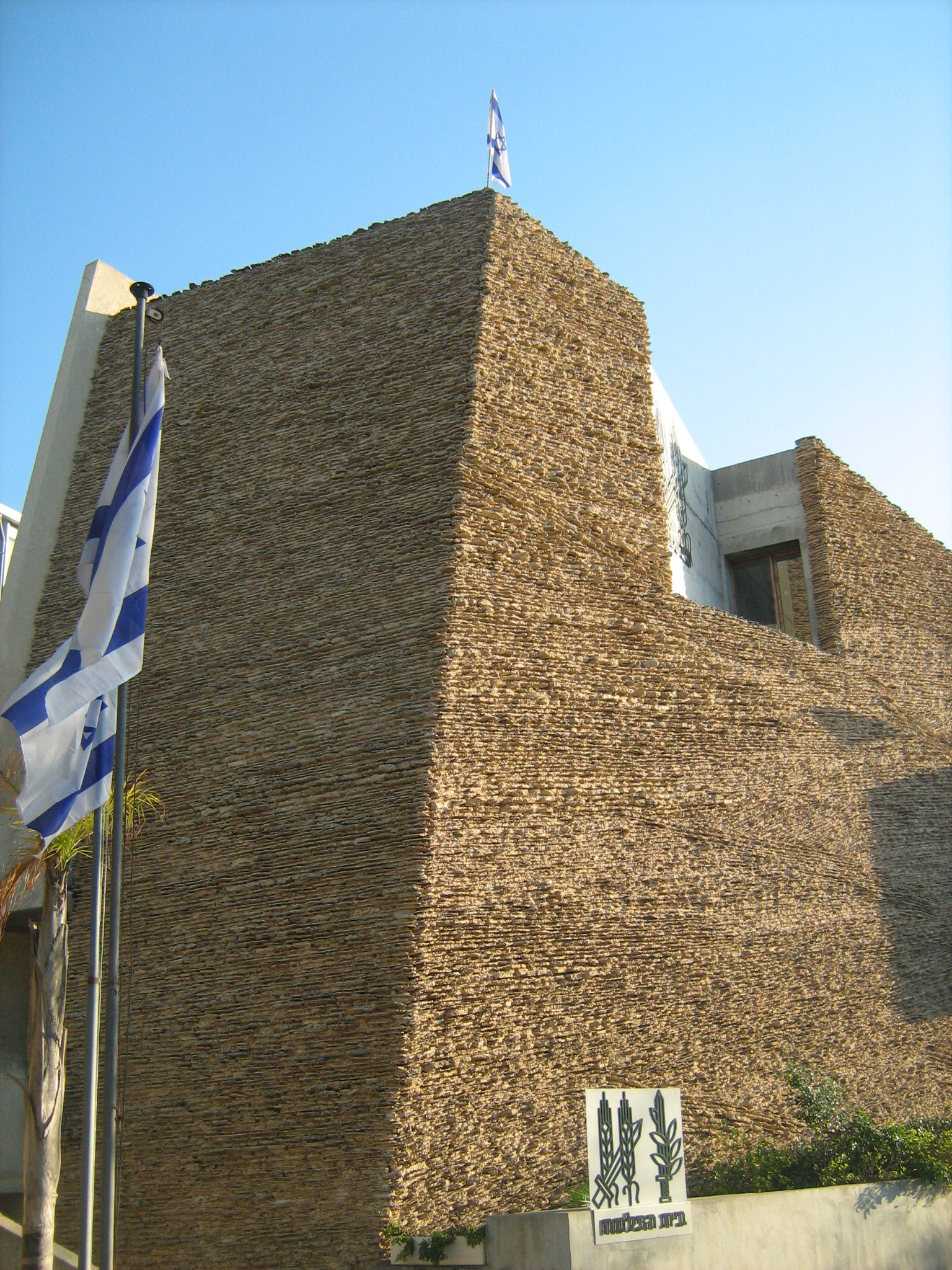
موزه پالماخ

موزه پالماخ (عبری: מוזיאון הפלמ"ח‎) موزه‌ای واقع در رامات آویو، اسرائیل است که به پالماخ، نیروی ضربتی سازمان دفاع زیرزمینی پیش از دولت هه‌گَنه، که بعداً در نیروهای دفاعی اسرائیل ادغام شد، اختصاص یافته‌است.